# Wulaga He
Wulaga He (kinesiska: 乌拉嘎河) är ett vattendrag i Kina. Det ligger i provinsen Heilongjiang, i den nordöstra delen av landet, omkring 430 kilometer nordost om provinshuvudstaden Harbin.
Genomsnittlig årsnederbörd är 999 millimeter. Den regnigaste månaden är juli, med i genomsnitt 245 mm nederbörd, och den torraste är januari, med 9 mm nederbörd.